# Graptopeltus
Graptopeltus is een geslacht van wantsen uit de familie bodemwantsen (Lygaeidae). Het geslacht werd voor het eerst wetenschappelijk beschreven door Stål in 1872.

## Soorten
Het genus bevat de volgende soorten:

- Graptopeltus consors (Horvath, G., 1878)
- Graptopeltus filicornis (Bergroth, 1894)
- Graptopeltus lynceus (Fabricius, 1775)
- Graptopeltus validus (Horváth, 1875)